# Forces armées péruviennes
Les forces armées péruviennes (espagnol : Fuerzas Armadas del Perú) est l’organisation militaire responsable de la défense du Pérou et de ses intérêts.
Elle est composée de trois branches:
- Armée de terre (Ejército del Perú)
- Marine de guerre (Marina de Guerra del Perú)
- Armée de l’air (Fuerza Aérea del Perú)
- Police nationale du Pérou (Policia Nacional del Perú), considérée parfois comme la quatrième branche des forces armées malgré son organisation différente et ses missions entièrement civiles.

Contrairement à la police nationale qui dépend du ministère de l’Intérieur, les forces armées péruviennes sont rattachées au ministère de la Défense.
Les forces armées du Pérou ont pour mission la défense de la souveraineté péruvienne et la sécurisation du peuple péruvien,. Elles s’occupent également de la planification, préparation et coordination des opérations combinées des institutions militaires en suivant les objectifs de la politique de défense nationale.
Le jour des forces armées du Pérou est le 24 septembre 1977, établi par décret suprême No 003-77-CCFF, en commémoration d'une festivité liée à la vierge de La Merced, protrectrice des institutions militaires et grand maréchal du Pérou.

## Armée de terre
Ayant Lima pour quartier général, l’armée de terre péruvienne compte 76 228 militaires actifs[Quand ?]. Ils sont disposés sur quatre régions stratégiques et basés principalement à Piura, Lima, Arequipa et Iquitos. En plus, un certain nombre de brigades interarmes (infanterie, cavalerie ou artillerie) est stationné à chaque région militaire.
L’équipement de l’armée péruvien comprend plusieurs types de chars (T-55 et AMX-13), des véhicules de transport de troupes (M-113, UR-416), des pièces d’artillerie (des obusiers D30, M101, M109 et M114), des systèmes d’armes anti-aériens (ZSU-23-4 Shilka) et des hélicoptères (Mil Mi-2, Mil Mi-17).

## Marine nationale
La marine péruvienne s’organise autour de cinq bases navales situées dans les villes de Piura, Lima, Arequipa, Iquitos et Pucallpa. Elle dispose[Quand ?] d’environ 25 988 effectifs militaires participant aux opérations du Pacifique, de l’Amazone ou de la garde côtière.
Le navire amiral de la flotte de 1973 a 2017 est le croiseur BAP Almirante Grau (CLM-81), rebaptisé selon le nom du célèbre amiral qui lutta dans la guerre du Pacifique (1879-1883) contre le Chili. La flotte est également composée[Quand ?] de huit frégates de classe Lupo (dont deux fabriquées au Pérou), six corvettes de classe PR-72P, quatre bâtiments de débarquement de classe Terrebonne Parish, six sous-marins (dont deux de classe Type 209/1100 et quatre de Type 209/1200), ainsi que des bateaux-citernes, des patrouilleurs et des cargos. La marine péruvienne comprend aussi une force d’aviation navale, plusieurs bataillons de l’infanterie de marine et des forces spéciales.